# Ludovico Bolognini (giurista)
Ludovico Bolognini, latinizzato come Ludovicus Bologninus o de Bologninis (Bologna, 1447 – Firenze, 26 luglio 1508), è stato un giurista e diplomatico italiano a cavallo tra XV e XVI secolo.

## Biografia

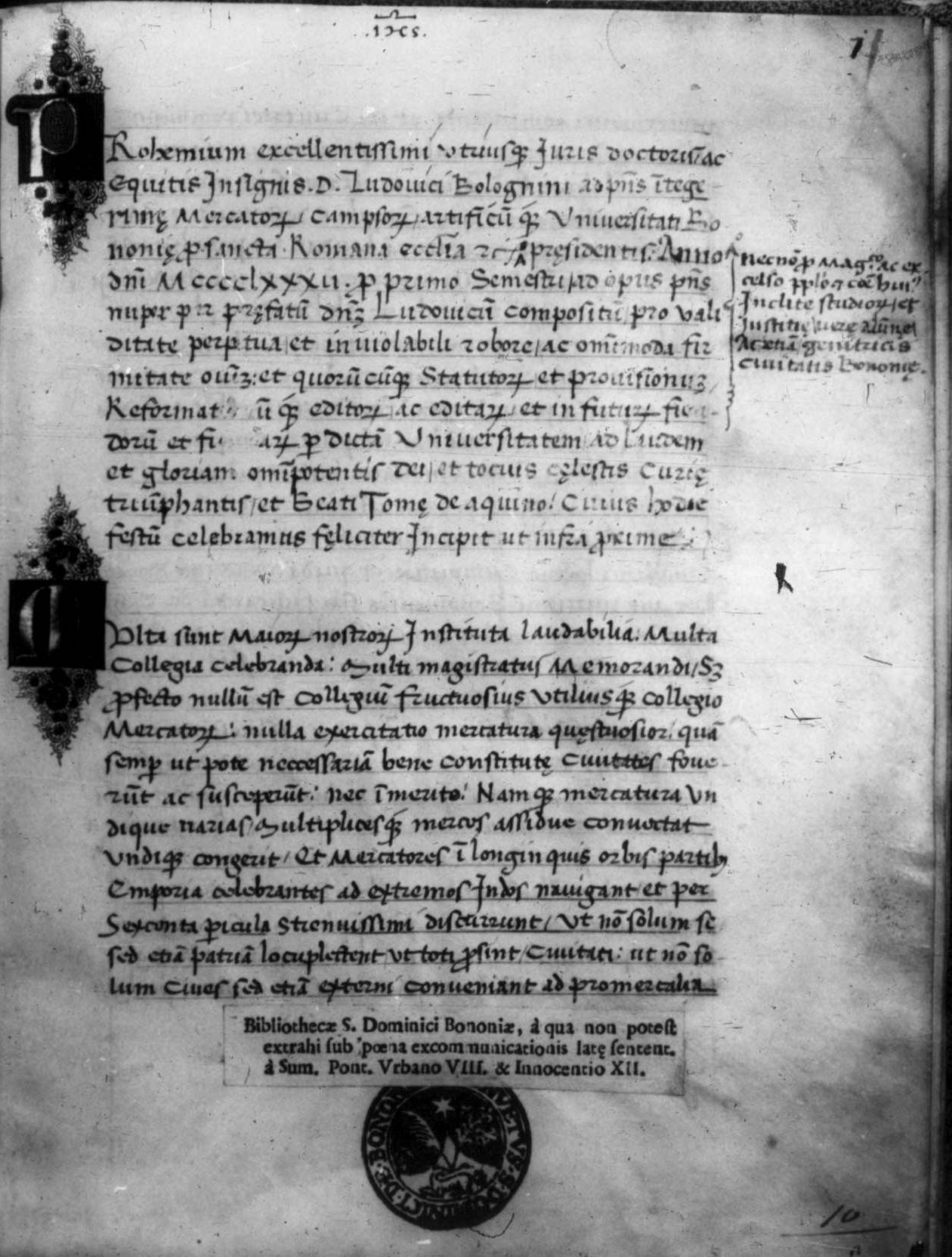
Consilium super Statutis Universitatis Mercatorum Bononiae, manoscritto, 1482

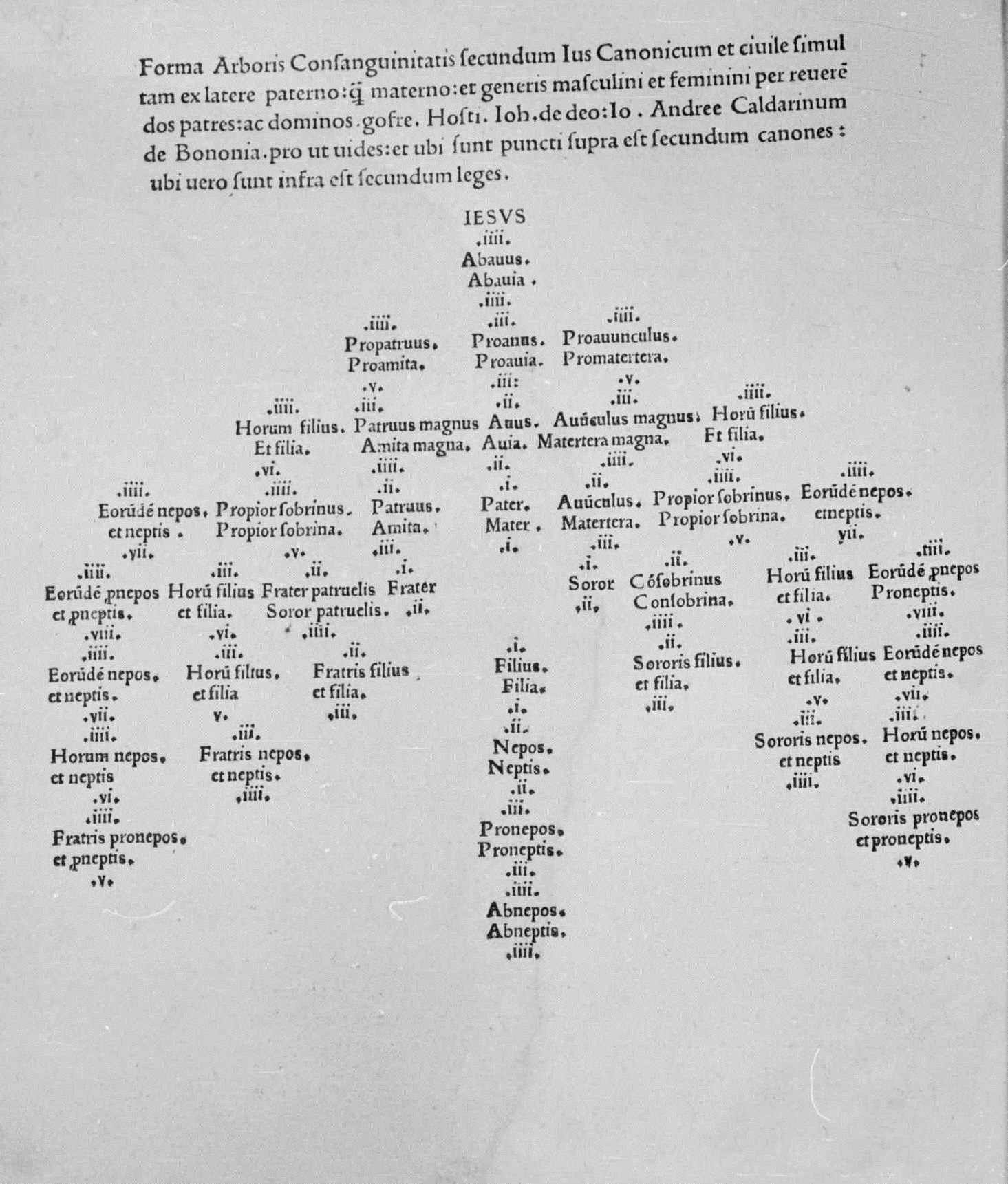
Forma arboris consanguinitatis secundum ius canonicum et civile, 1489

Ludovico Bolognini nacque nel 1447 a Bologna. Completati gli studi all'università bolognese sotto gli amici Alessandro Tartagni e Andrea Barbazza, ebbe la licenza in diritto civile e poi il dottorato nel 1469, anche se già nel 1468-1469 già faceva il lettore; nel 1470 si laureò in diritto canonico. Si sposò nel 1471 con Giovanna Lodovisi, che gli diede il figlio Bartolomeo nel 1475.
Insegnò a Bologna fino al 1472-1473; dal 1474 passò a insegnare diritto civile all'Università di Ferrara, città dove fu anche nominato giudice delle appellazioni. Tornato a Bologna, nel 1479 si fece eleggere fra gli Anziani del Comune, riprendendo l'insegnamento presso la locale università. Si recò a Roma come avvocato concistoriale, più volte, in date non precisate, entro il 1490.
Nel 1490 scrisse ad Agnolo Poliziano (incontrandolo l'anno successivo) per ottenere dettagli sul suo studio delle Pandectae di Pisa-Firenze (parte del Corpus iuris civilis pubblicata al tempo dell'imperatore bizantino Giustiniano). Nel 1501-1502, Bolognini si trasferì a Firenze dove iniziò a scrivere un elenco di differenze tra la Vulgata e le Pandectae. Egli tuttavia non padroneggiava il latino antico e la sua conoscenza della filologia era incompleta.
Nel 1503 ricoprì l'incarico di podestà.
Nel 1507 papa Giulio II lo nominò senatore di Bologna, quindi gonfaloniere di Giustizia; nello stesso anno, fu inviato come ambasciatore del senato presso il re di Francia.
Morì nel 1508 a Firenze. Un suo probabile ritratto del 1480-1485 circa è conservato presso la Pinacoteca nazionale di Bologna.

## Opere
- Emendationes juris civilis (un tentativo di correggere il Corpus juris civilis pubblicato al tempo dell'imperatore bizantino Giustiniano )
- Copia brevis emanati a Innocentio pontefice maximo octavo, in confirmationem et approbationem aurei et singularis privilegii Theodosiani.
- Privilegium totum aureum iamdiu concessu regiae ... per ... Teodosio secundum
- (LA) Syllogianthon, Bologna, Ugone Rugerio, 1486.
- (LA) Forma arboris consanguinitatis secundum ius canonicum et civile, Bologna, Platone Benedetti, 1489.
- (LA) Consilia, Bologna, Ugone Rugerio, c.1499.

### Manoscritti
- Consilium super Statutis Universitatis Mercatorum Bononiae, 1482, Bologna, Biblioteca Universitaria, Fondo manoscritti, ms. 1747,  pp. 1-91.